# パラース
パラースあるいはパッラース（古希: Πάλλας, Pallās）は、ギリシア神話の神、巨人、あるいは人物である。長音を省略してパラス、パッラスとも表記される。主に、
- クレイオスの子
- ギガースの1人
- メガメーデースの子
- アテーナーの父
- リュカーオーンの子
- パンディーオーンの子
- エウアンドロスの子

が知られている。以下に説明する。

## クレイオスの子
このパラースは、ヘーシオドスの『神統記』によるとティーターン族の1人クレイオスとエウリュビアーの息子で、アストライオス、ペルセースと兄弟。 オーケアノスとテーテュースの娘の1人ステュクスとの間にゼーロス、ニーケー、クラトス、ビアーをもうけた。ヒュギーヌスはパラースを巨人と呼び、ヘーシオドスの挙げる4子に加えてスキュラ、泉、湖が生まれたと述べている。ただし、エピメニデースはステュクスの夫をペイラースとし、エキドナの父とした。アカイア地方の都市ペレーネーの伝承によると、同地の地名はティーターンのパラースに由来するという。

## ギガースの1人
このパラースは、ガイアとウーラノスの子供であるギガースの1人である。ギガントマキアーにおいてオリュムポスの神々と戦ったが、女神アテーナーによって倒され、その皮を剥ぎ取られた。アテーナーはパラースの皮を自身の鎧とした。初期の喜劇詩人エピカルモスによると、アテーナーは皮を剥いだパラースから自身の名前（パラス・アテーナー）を取った。エウリーピデースの悲劇『イオーン』によると、ギガントマキアーの際にアテーナーが皮を剥いで、アイギスに用いた相手はゴルゴーンとなっている。散逸した叙事詩『メロピス』によると、アテーナーはコース島に住むメロペス人アステロスの皮を剥いで、アイギスに用いたという。

## メガメーデースの子
このパラースは、メガメーデースの子。『ホメーロス風讃歌』の第4歌「ヘルメース讃歌」によると月の女神セレーネーの父。パラースをセレーネーの父とする伝承は同箇所のみに見られるものである。『神統記』においてセレーネーの姉妹とされるエーオースについて、オウィディウスはパラース（系統不詳）の娘と呼んでいる。

## アテーナーの父
このパラースは、一説によると女神アテーナーの父。キケローはアテーナー（ローマ神話のミネルウァ）が5人いるとして、第5のアテーナーとしてパラースの娘を挙げ、アテーナーの処女を奪おうとしたために、アテーナーに殺されたと述べている。

## リュカーオーンの子

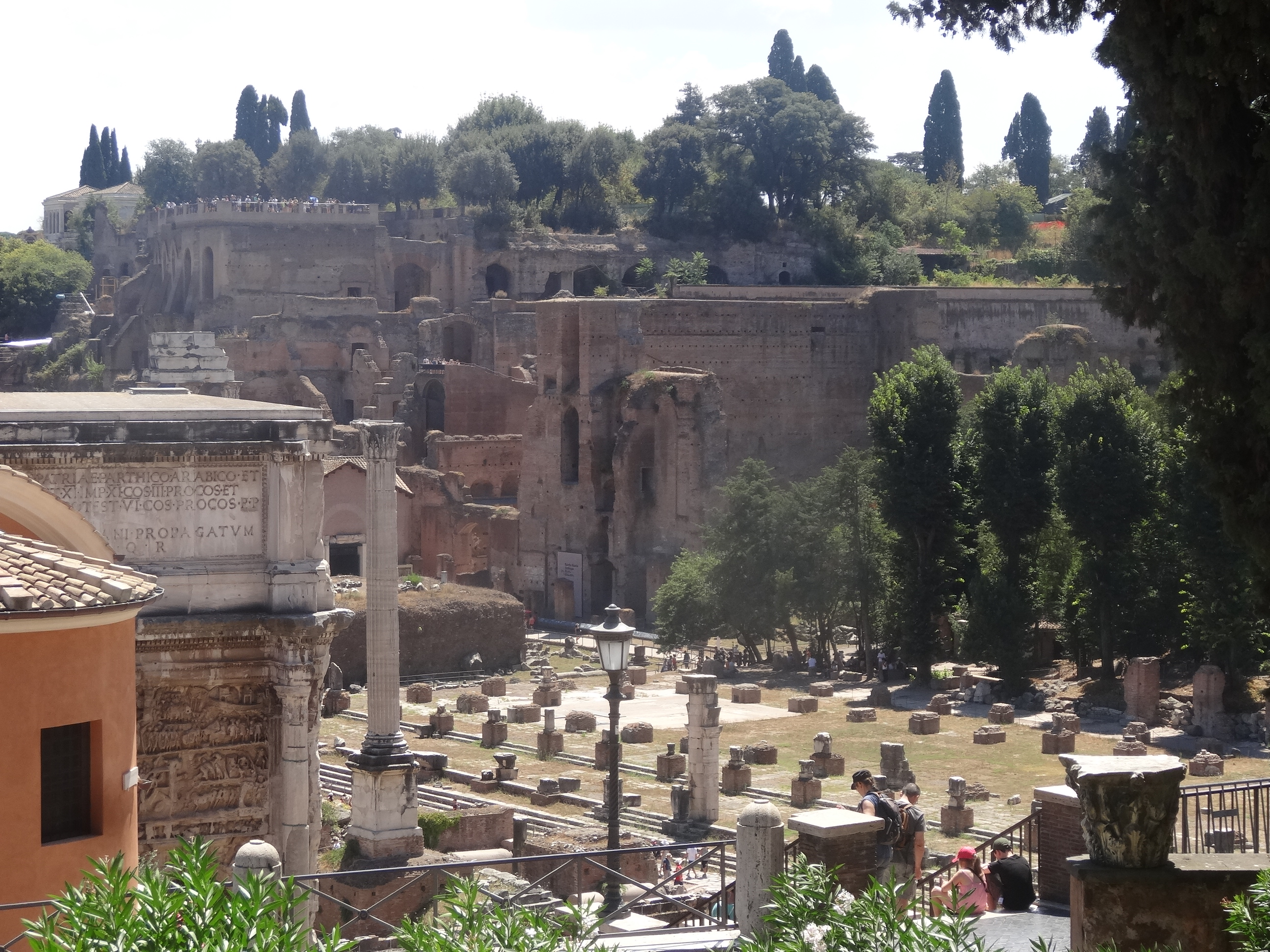
現在のフォロ・ロマーノとパラーティウム丘。

このパラースは、アルカディア地方の王リュカーオーンの50人の息子の1人である。同地方南東部の都市パランティオンの創建者。ローマの古王エウアンドロスの祖父にあたる。パウサニアースはパランティオンにパラースの神殿とエウアンドロスの像があったと報告している。
アポロドーロスによると、リュカーオーンの子供たちは人間を犠牲にして神を試したために滅ぼされたが、パウサニアースの考えでは、パラースは父リュカーオーンのように人間を生贄にしなかった。ウェルギリウスは孫のエウアンドロスの故郷パランティオンとパラーティウム丘とを結びつけている。すなわち、ローマに移住したエウアンドロスは祖父の名前にちなんで都市を建設した場所をパランテーウムと名づけた。これが後のパラーティウム丘であるという。

## パンディーオーンの子
このパラースは、アテーナイの王パンディーオーンと、メガラ王ピュラースの娘ピュリアーの息子である。アイゲウス、ニーソス、リュコスと兄弟。4兄弟について、アポロドーロスはパンディーオーンのメガラ亡命後に生まれたとし、パウサニアースは亡命前に生まれたとする。
父を追放したメーティオーンの一族を打倒し、アッティカ地方に帰還したのちは、4分割されたうちの1地方を支配した。ソポクレースによるとパラースの支配地はアッティカ地方の南部地域であった。パラースは子宝に恵まれ、50人の子供がいたと伝えられている。そのため子供がいなかったアイゲウスは同族への恐怖を募らせたという。後にパラースとその子供たちはアイゲウスの後を継いでアテーナイの王となったテーセウスに対して反乱を起こし、滅ぼされた。テーセウスはデルピニオンの法廷で裁かれたが、無罪となった。

## エウアンドロスの子
このパラースは、ローマの古王エウアンドロスとサビーニー人の女性との間に生まれた息子である。アイネイアースとともにトゥルヌスと戦った。
アイネイアースが無事にイタリアに到着したとき、ヘーラー（ローマ神話のユーノー）はエリーニュスの1人アレークトーを呼んで、イタリア人の間にアイネイアースへの敵意を掻き立てさせた。トゥルヌスをはじめとする多くの王たちがトロイア人を攻撃せんと集結しているのを見たアイネイアースは、河神ティベリーヌスの勧めでエウアンドロスと同盟を結んだ。エウアンドロスは若いパラースに軍役を学ばせるため、アイネイアースの軍に息子を同行させ、双方にアルカディア騎兵の精鋭200を与えた。また出陣の際には息子の無事をゼウス（ローマ神話のユーピテル）に祈った。パラースは戦場ではラグス、ヒスボ、ステニウス、ロエトゥス、アンケモルス、双生児ラリーデスとテュンベル、テウトラス、かつてトロイア戦争でアガメムノーンのもとで戦ったハライソスを討つ活躍をした。パラースはさらに若い敵将ラウススと戦ったが、ユートゥルナの助言で駆けつけたトゥルヌスの槍で討たれた。パラースはトゥルヌスの投じた槍に胸を貫かれ、身体から槍を引き抜いたものの、絶命して大地の上に倒れた。トゥルヌスは勝ち誇り、ダナイデスの物語が刻まれた剣帯を奪い取った。残された遺体は楯に乗せられ、パラースの戦友たちによってエウアンドロスのもとに運ばれた。後に物語の最後にアイネイアースはトゥルヌスを倒すが、命乞いをするトゥルヌスに対して、アイネイアースはトゥルヌスがパラースの剣帯を身に着けているのを発見し、パラースの死の悲しみを思い出したときに、激しい狂気と怒りからトゥルヌスに止めを刺した。